# Oued Chorfa
Oued Chorfa là một đô thị thuộc tỉnh Aïn Defla, Algérie. Dân số thời điểm năm 2002 là 11.96 người.